# Нейроны скорости
Нейроны скорости (англ. speed cells) — один из видов нейронов в гиппокамповой формации, активность которых коррелирует со скоростью перемещения животного. По современным представлениям, нейроны места, нейроны направления головы, нейроны решётки, нейроны границы и нейроны скорости в совокупности составляют основу навигационной системы мозга, обеспечивающей пространственную ориентацию животного.
Предположения о существовании нейронов скорости следовали из того, что для точного позиционирования животного необходимо отслеживать не только его местоположение и направление, но и скорость перемещения. Долгое время сообщения об обнаружении таких нейронов не получали подтверждения и признания в научном сообществе, так что их существование оставалось гипотетическим.
Однако в июне 2015 года об открытии нейронов в медиальной части энторинальной коры (части гиппокамповой формации), активность которых зависит от скорости бега животного, сообщила группа учёных под руководством нобелевского лауреата 1987 года Судзуми Тонегавы. Авторы исследования не использовали название «нейроны скорости», ограничившись утверждением о том, что они обнаружили нейроны, активность которых специфически модулируется скоростью движения животного и которые тем самым могут участвовать в интеграции перемещения животного в пространстве[значимость факта?].
В июле 2015 года об экспериментальном обнаружении нейронов скорости у крыс сообщили норвежские исследователи Мей-Бритт Мозер и Эдвард Мозер, ранее открывшие нейроны решётки и получившие за эти исследования Нобелевскую премию 2014 года по физиологии и медицине совместно с Джоном О’Кифом, открывшим в 1971 году нейроны места. В исследованиях Мозеров была обнаружена сильная корреляция между линейной скоростью перемещения животного и частотой спайков определённых нейронов в медиальной части энторинальной коры. Активность этих нейронов не зависела от обстановки, в которой находилось животное, что подтверждает гипотезу о существовании автономной внутренней системы пространственной ориентации в мозге, способной работать независимо от внешних сенсорных сигналов, в том числе и у спящих животных.